# 国子高
国子高（?—?），中国春秋时期齐国政治人物，國懿伯的孙子，國贞孟的儿子，谥号成，作成伯高父。
国子高说：“葬也者，藏也。藏也者，欲人之弗得见也。是故衣足以饰身，棺周于衣，椁周于棺，土周于椁，反壤树之哉。”。